# Lévai Cseh Péter
Lévai Cseh Péter eredetileg: Sárói Péter vagy Lévai Péter, a cseh jelzőt később kapta, de gyakorta említik Cseh Péter néven is; (?, 14. század – ?, 1440. március 12. körül) földesúr, erdélyi vajda, macsói bán.

## Élete
Apja Sárói László ajtónállómester, szlavón bán, temesi ispán volt, az ő révén tehát kezdetben Sárói Péterként is írták nevét. Pétert 1395-ben említik először az oklevelek, egy peres ügy kapcsán, majd 1399-ben ismét egy per kapcsán említik, mint Sárói László fia Pétert, amikor egy másik pere tárgyalásának elhalasztását kérte, mert Zsigmond magyar király csehországi hadjáratához csatlakozott - utóbb a nevében szereplő "cseh" (korabeli írásmód szerint: cheh) jelzőt is innen kapta, míg más forrás szerint csehországi származásuk révén ragadványnévként került a nevükbe.
A husziták elleni harcban való részvételéért Zsigmond Péternek adományozta Lévát, és a főlovászmesteri címet. 1414-ben Zsigmond király kíséretében részt vett a konstanzi zsinaton, két évvel később Lazarevics Istvánnal a törökökkel tárgyalt egyes fogságba esett bárók ügyében. 1415-1423 között Hont vármegye főispánja, 1427-től 1431-ig volt Macsói bán, 1427-ben még Maróti Jánossal, 1429-től Újlaki Istvánnal együtt. 1434-ben ismét a husziták ellen harcolt, az ifjabb Stiborici Stiborral - majd az ő halála után Hédervári Lőrinccel - együtt a seregek fővezére volt. Szolgálataiért 1436-ban Albert magyar királytól megkapta az erdélyi vajda címet is, társvajdája Csáki László volt.
1439 végén - vélhetően egészségi állapotának romlása miatt - már nem tölti be az erdélyi vajdai tisztet, és 1440 márciusában említik oklevelek utoljára élőként.